# Орос Віктор Васильович
Віктор Васильович Орос (нар. 8 квітня 1929, село Грушово, тепер Тячівського району Закарпатської області — ?) — український радянський діяч, дипломат, секретар Закарпатського обласного комітету КПУ, 1-й секретар Рахівського районного комітету КПУ Закарпатської області. 

## Біографія
Народився в родині лісника. Навчався в народній школі та Хустській гімназії. У 1948 році закінчив середню школу в місті Тячеві.
У 1948—1949 роках працював у лісовому господарстві в селі Нересниця Закарпатської області.
У 1949—1954 роках — студент лісоінженерного факультету Львівського лісотехнічного інституту.
У 1954—1958 роках — технічний керівник Агневського ліспромгоспу Сахалінської області РРФСР. У 1958 році — старший інженер управління лісової промисловості Сахалінської ради народного господарства.
Член КПРС.
Наприкінці 1950-х років повернувся в Закарпатську область. Працював старшим інженером відділу комунального господарства Закарпатського обласного управління комунального господарства, інструктором промислово-транспортного відділу Ужгородського міського і Закарпатського обласного комітету КПУ, заступником секретаря і секретарем парткому Свалявського і Рахівського промислових виробничих управлінь.
З січня 1965 до 1966 року — 1-й секретар Рахівського районного комітету КПУ Закарпатської області.
У серпні 1966 — 31 жовтня 1969 року — секретар Закарпатського обласного комітету КПУ з питань промисловості.
З 1969 до 1971 року навчався у Вищій дипломатичній школі Міністерства закордонних справ СРСР у Москві.
У 1971—1972 роках — радник 5-го Європейського відділу Міністерства закордонних справ СРСР.
У 1972—1979 роках — радник посольства СРСР в Угорщині
У 1980—1985 роках — радник посольства СРСР в Югославії.
Потім — на пенсії в місті Ужгороді.

## Нагороди та відзнаки
- орден Трудового Червоного Прапора
- медалі
- Надзвичайний і Повноважний Посол СРСР